# Open Handset Alliance
Die Open Handset Alliance (OHA) ist ein Konsortium von bis zu 84 Unternehmen (im Jahr 2007). Ziel dieses Konsortiums ist die Schaffung von offenen Standards für Mobilgeräte. Mitgliedern des Konsortiums ist es nicht gestattet, Geräte herzustellen, die eine zu Android inkompatible Version der Software nutzen.

## Geschichte
Am 5. November 2007 gründete Google mit 33 Partnern die Open Handset Alliance. Zu den Gründungsmitgliedern gehören Softwareunternehmen, Mobiltelefonhersteller, Netzbetreiber, Chiphersteller und Marketingunternehmen. Das Betriebssystem Android ist das Hauptprodukt der Open Handset Alliance. Es ist ein quelloffenes System, das auf Linux basiert. Das erste kommerziell erhältliche Gerät, das auf Arbeiten der Open Handset Alliance basiert, war das HTC Dream. Es wurde am 18. August 2008 von der FCC zugelassen. Seither haben verschiedene Hersteller Geräte mit Android in ihrem Angebot.

## Mitglieder
Mitglieder der Open Handset Alliance sind (vollständige Liste hier:):
| Beitritt            | Netzbetreiber                                                                               | Software-Unternehmen | Marketing-Unternehmen                                                 | Halbleiterindustrie | Geräte-Hersteller |
| ------------------- | ------------------------------------------------------------------------------------------- | --- | --------------------------------------------------------------------- | --- | --- |
| Gründungsmitglieder | - China Mobile - KDDI - NTT DoCoMo - Sprint Nextel - T-Mobile - Telecom Italia - Telefónica | - Ascender - eBay - Esmertec - Google - LivingImage - Myriad - NMS Communications - Noser Engineering - Nuance Communications - PacketVideo - SkyPop - SONiVOX | - Aplix - The Astonishing Tribe - Wind River Systems                  | - Audience - Broadcom Corporation - Intel Corporation - Marvell Technology Group - Nvidia Corporation - Qualcomm - SiRF Technology Holdings - Synaptics - Texas Instruments | - HTC - LG Electronics - Motorola - Samsung Electronics                                                                                     |
| Dezember 2008       | - Vodafone - SoftBank                                                                       | - Omron | - Borqs - Teleca                                                      | - AKM Semiconductor - ARM - Atheros Communications - Ericsson Mobile Platforms                                                                                              | - ASUSTeK - Garmin - Huawei Technologies - Sony Ericsson - Toshiba                                                                          |
| Mai 2009            | - China Unicom                                                                              | - SVOX |                                                                       | | |
| Juni 2009           |                                                                                             | |                                                                       | | - Acer |
| September 2009      |                                                                                             | |                                                                       | - MIPS Technologies | |
| Januar 2010         |                                                                                             | | - Sasken Communication Technologies                                   | | - ZTE |
| Mai 2010            |                                                                                             | - NXP Software |                                                                       | | |
| Juli 2010           |                                                                                             | - Access |                                                                       | - MediaTek | |
| November 2010       |                                                                                             | - VisualOn |                                                                       | | |
| Unbekannt           | - China Telecom - Telus - Bouygues Telecom                                                  | - Cooliris - Motoya | - Accenture - Larsen & Toubro Infotech - SQLStar - Wipro Technologies | - Cypress Semiconductor - Freescale Semiconductor - Gemalto - Renesas Electronics - Via Telecom                                                                             | - Alcatel Mobile Phones - Compal Communications - Foxconn - Haier - Kyocera - Lenovo Mobile Communication Technology - NEC - Sharp - Saygus |